# 3074 Popov
3074 Popov eller 1979 YE9 är en asteroid i huvudbältet som upptäcktes den 24 december 1979 av den rysk-sovjetiska och ukrainsk astronomen Ljudmila Zjuravljova vid Krims astrofysiska observatorium på Krim. Den har fått sitt namn efter den ryska fysikern Aleksandr Popov.
Asteroiden har en diameter på ungefär 9 kilometer.